# Карбонифера (Ливорно)
Карбонифера је насеље у Италији у округу Ливорно, региону Тоскана.
Према процени из 2011. у насељу је живело 13 становника. Насеље се налази на надморској висини од 2 м.